# Judy Biggert

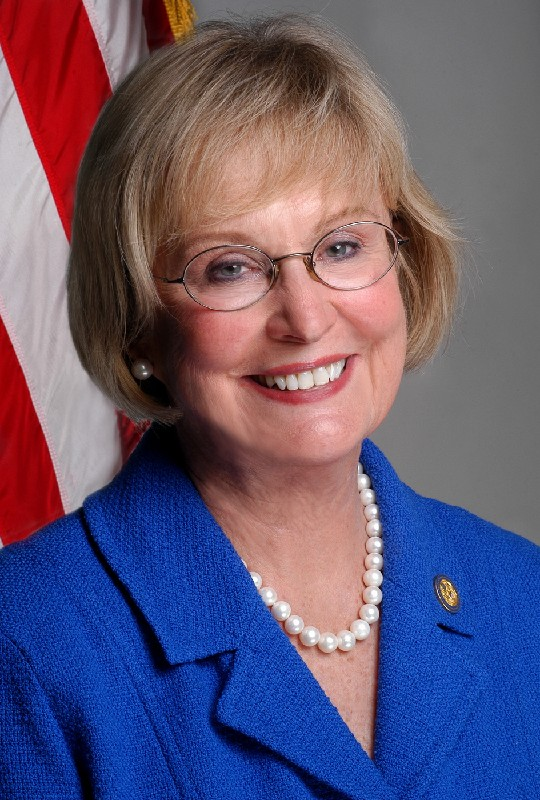
Judy Biggert

Judith Borg "Judy" Biggert, född 15 augusti 1937 i Chicago, Illinois, är en amerikansk republikansk politiker. Hon representerade delstaten Illinois trettonde distrikt i USA:s representanthus 1999–2013.
Biggert utexaminerades 1959 från Stanford University och avlade 1963 juristexamen vid Northwestern University.
Kongressledamoten Harris W. Fawell kandiderade inte till omval i kongressvalet 1998. Biggert vann valet och efterträdde Fawell i representanthuset i januari 1999. Hon har omvalts fem gånger.
Biggert är medlem av amerikanska episkopalkyrkan. Hon och maken Rody har fyra barn.